# Isanthrene schausi
Isanthrene schausi là một loài bướm đêm thuộc phân họ Arctiinae, họ Erebidae.